# ياسر الفهد
ياسر الفهد ولد في يافا (فلسطين) عام 1939 وهو سوري الأصل، فلسطيني المولد.
تلقى علومه في دمشق وتخرج في جامعتها حاملاً الإجازة في الأدب الإنكليزي عام1960 ودبلوم التربية عام، 1961. عمل مدرساً وعضواً في مديرية البحوث في وزارة التربية السورية. نال شهادة خاصة في البحث التربوي وبإشراف المنظمة العربية للتربية والثقافة والعلوم من مركز بحوث التعليم العالي التابع للمنظمة، عضو جمعية البحوث والدراسات، سجل كخبير في قضايا الصحافة في المنظمة العربية للتربية والثقافة والعلوم.

## مؤلفاته
1. مواقف مع الصحافة العربية- دراسة- دمشق 1975.
2. الصحافة العربية المعاصرة- دراسة- دمشق 1980.
3. عالم الصحافة العربية والأجنبية 1981.
4. الموجب والسالب في الصحافة العربية 1986.
5. مجلاتنا العربية وفن التحرير الصحفي 1990.
6. الصحافة الثقافية المعاصرة في بلاد الشام 1995.
7. الصحافة الثقافية في الخليج العربي 1996.
8. وداعاً للتربية التقليدية 1997.
9. نحو تفكير جديد 1998.
10. بين الثقافة والصحافة 2000م

كتبه المترجمة المنشورة:
1. التربية في بريطانيا 1979.
2. نحو فهم المستقبلية 1980.
3. تعليم الكبار في الدول النامية 1986.